# Gobierno Confederado de Kentucky

Sello Nacional del Gobierno Confederado de Kentucky durante la guerra civil estadounidense

. El Gobierno Confederado de Kentucky o Confederate government of Kentucky fue un gabinete en la sombra establecido por la Commonwealth de Kentucky por un grupo de simpatizantes sureños que se autoconstituyeron durante la guerra civil estadounidense. El gobierno en la sombra nunca substituyó al gobierno elegido en Frankfort, el cual tenía una fuerte simpatía hacia la Unión. Ni unos ni otros ganó la colaboración de los ciudadanos de Kentucky; su jurisdicción se extendió solamente hasta líneas de batalla confederadas en la Commonwealth. Sin embargo, el gobierno provisional fue reconocido por los Estados Confederados de América, y Kentucky fue admitido a la Confederación el 10 de diciembre de 1861. Kentucky fue representado por la estrella central en la bandera de batalla confederada.
La ciudad de Bowling Green fue designada como capital de Kentucky, pero debido a la situación militar en el estado, el gobierno provisional fue exiliado y viajó con el Ejército de Tennessee para la mayor parte de su existencia. Por un breve periodo de tiempo en el otoño de 1862, el ejército confederado controló Frankfort, la única vez que una capital de la Unión fuera capturada por las fuerzas confederadas. Durante esta ocupación, el General Braxton Bragg intentó instalar al gobierno provisional como la autoridad permanente en la Commonwealth. Sin embargo, el General Don Carlos Buell de la Unión realizó una emboscada en la ceremonia de la inauguración y condujo al gobierno provisional del estado por el tiempo final. De ese punto adelante, el gobierno existió sobre todo en el papel, y fue disuelto en el final de la guerra.
El gobierno provisional eligió a dos gobernadores. George W. Johnson fue elegido por la Convención de Russellville y sirvió hasta su muerte en la Batalla de Shiloh. Richard Hawes fue elegido para reemplazar a Johnson, y sirvió por el resto de la guerra.

## Antecedentes
Los ciudadanos de Kentucky estuvieron divididos con respecto a las temas centrales de la Guerra civil. El estado tenía relaciones económicas fuertes con las ciudades aledañas al río Ohio, como por ejemplo Pittsburgh y Cincinnati mientras que a su vez compartían muchos vínculos culturales, sociales, y económicos con el Sur. Las tradiciones del unionista eran fuertes a través de la historia de la Commonwealth, y con relaciones económicas hacia el Norte y el Sur, Kentucky tenía poco a ganar y mucho a perder de una guerra entre los estados. Además, muchos propietarios de esclavos sentían que la mejor protección para la esclavitud estaba dentro de la Unión. Las elecciones presidenciales de 1860 reflejó la mezclada variedad de herecia ideológica de Kentucky, cuando el estado le dio a John C. Bell el 45% del voto popular, a John C. Breckinridge el 36%, a Stephen A. Douglas el 18%, y a Abraham Lincoln menos del 1%.  El historiador Allan Nevins interpretó que los resultados de las elecciones significan que la población de Kentucky se opuso fuertemente a la secesión y a la coerción contra los secesionistas. La coalición de la mayoría de los partidarios de Bell y de Douglas fue considerada como posición moderada sólida de los unionistas que se opuso a la acción precipitada de los extremistas de ambos lados.
La mayoría de los ciudadanos de Kentucky sentían que su papel era el de ser un mediador entre el Norte y Sur. El 9 de diciembre de 1860, el gobernador de Kentucky Beriah Magoffin envió una carta a los otros gobernadores de estados esclavistas, sugiriendo que lleguen a un acuerdo con el Norte que incluiría la aplicación terminante del Fugitive Slave Act, una división de territorios comunes en el paralelo 37, una garantía del uso libre del río Misisipi, y un veto meridional sobre la legislación esclavista. Magoffin propuso una conferencia de estados esclavistas, seguida por una conferencia de todos los estados para asegurar estas concesiones. Debido al de desarrollo de los acontecimientos, ninguna de las dos conferencias fue llevado a cabo nunca.

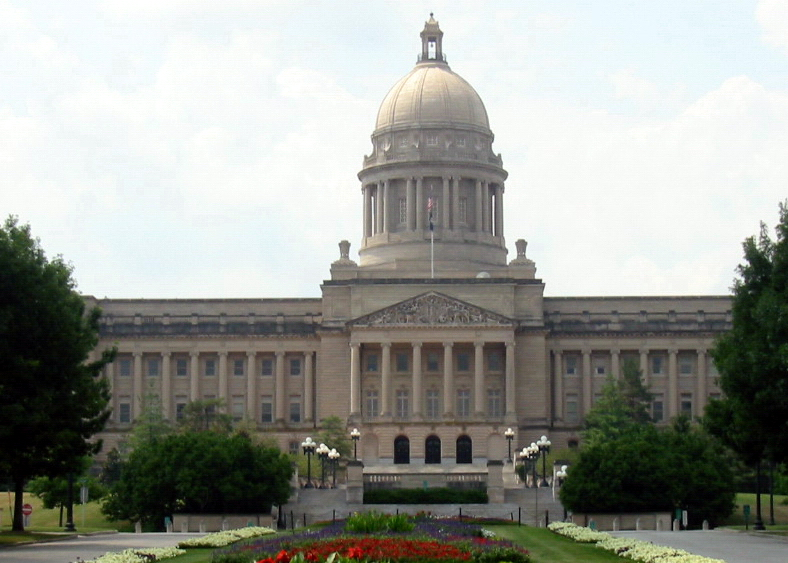
El Kentucky State Capitol construido en Frankfort.

El Gobernador Magoffin convocó una sesión especial de la Asamblea General de Kentucky el 27 de diciembre de 1860, pidiendo a los legisladores el llamado a una convención del pueblo de Kentucky para decidir el curso de la Commonwealth en el conflicto seccional. El Louisville Morning Courier articuló el 25 de enero de 1861 la posición que los secesionistas hicieron frente en la legislatura, "Demasiado tiempo se ha perdido ya. El momento histórico una vez que pasa, nunca regresa. Para nosotros y para Kentucky, la época de actuar es AHORA o NUNCA".  Los partidarios de la Unión, por otra parte, eran poco dispuestos a entregar el destino del estado a una convención que pudo "en un momento de entusiasmo, adoptar el remedio extremo de la secesión". La posición del Unionista ganó cuando muchos de los legisladores de los derechos de estados, oponiéndose a la idea de la secesión inmediata, votaron contra la convención. La asamblea, sin embargo, envió a seis delegados a una conferencia de paz del 4 de febrero en Washington D. C., y pidió al Congreso de los Estados Unidos un llamado a una convención nacional para considerar resoluciones potenciales a la crisis de la secesión, incluyendo el Compromiso de Crittenden, autorizado por John J. Crittenden de Kentucky.
Como resultado del incendio en la fortaleza Sumter, el presidente Abraham Lincoln envió un telegrama al gobernador Magoffin pidiendo que la Commonwealth suministra cuatro regimientos como parte de la petición total de 75.000 tropas para la guerra. Magoffin, simpatizante hacia el Sur, contestó "Presidente Lincoln, Washington D.C., no enviaré hombre ni dólar alguno para el malintencionado propósito de someter a mi hermana región del Sur. B. Magoffin". Ambas sedes de la Asamblea General se reunieron el 7 de mayo y pasaron declaraciones de la neutralidad en la guerra, una posición declarada oficialmente por el gobernador Magoffin el 20 de mayo.
En una elección del congreso especial llevó a cabo el 20 de junio, los candidatos unionistas ganaron nueve de los diez asientos del congreso por Kentucky. Los simpatizantes confederados ganaron solamente la región de Jackson Purchase, que era económicamente ligada a Tennessee por los ríos Cumberland y Tennessee. Creyendo que la derrota en las encuestas estaba segura, muchos derechistas sureños habían boicoteado las elecciones; del molde de 125.000 votos, los unionistas capturaron cerca de 90.000.